# Eton (sport)
Az eton kevésbé ismert labdajáték, amelyet négy ember játszik 2-2 fős csapatokra osztva. A labdát csak kézzel és csuklóval szabad megütni. 

## A pálya
Két ugyanolyan etonpályát nehéz találni, hisz mindegyik eltér egy kicsit a többitől. Viszont vannak hasonló részei is. Például mindegyik pályát egy körülbelül 12 cm-es függőleges „lépcső” oszt ketté. A pályát három fal veszi körül, amelynek mindegyikén végigfut egy perem. Bal oldalon egy támpillérnél találkozik az alsó és a felső térfél. 

## Játékosok
A csapatok két-két főből állnak: az egyik a fogadó a másik az adogató csapat. Az adogató eldobja a labdát úgy, hogy az a szemközti és a jobb oldali falakon pattanva lehetőleg az alacsony térfél közepén landoljon. A fogadó csapat egyik tagja („cutter”) maga választja meg, hogy mikor adja vissza a labdát és mikor nem. Ha úgy dönt visszaüti, kezével a jobb oldali vagy a szemközti oldalra üti a labdát. A fogadócsapat másik tagja, a fogadó segítője, akkor üti vissza a labdát ha a csapattársa nem éri el. Az adogatócsapat másik játékosa próbál elérni minden olyan labdát amit a társa kihagyott.

## Eszközök

### A labda
A golflabdánál egy kicsit nagyobb labda gumi és parafa keverékéből készül.

### A kesztyű
Mivel a kemény labdát kézzel szabad csak megütni a játékosok kesztyűt viselnek. A kesztyű véd a sérülésektől mellesleg felszívja az izzadságot.

## Pontozás
A meccset öt játszmára osztják fel. A játszmát akkor nyeri el az egyik csapat ha eléri a tizenkét pontot. Pontot csak az adogató csapat szerezhet. A csapatok akkor szerezhetnek pontot ha a labda kétszer pattan vagy a perem („ledge”) alatt ütik a labdát a szemközti falra.

## Egyéb tudnivalók
- A sportot először Eton College-ban játszották, innen ered a neve.
- a szemközti falon jobboldalt van egy fekete csík a jobb oldali faltól 75 cm-re.

## Forrásművek
- Ray Stubbs: A sportok könyve Pécs, Mérték Kft. , 2009. Eton cikk